# Reconnaissance blindée
Pour les articles homonymes, voir reconnaissance.
 (janvier 2017).
Si vous disposez d'ouvrages ou d'articles de référence ou si vous connaissez des sites web de qualité traitant du thème abordé ici, merci de compléter l'article en donnant les références utiles à sa vérifiabilité et en les liant à la section « Notes et références ».
 (janvier 2017).

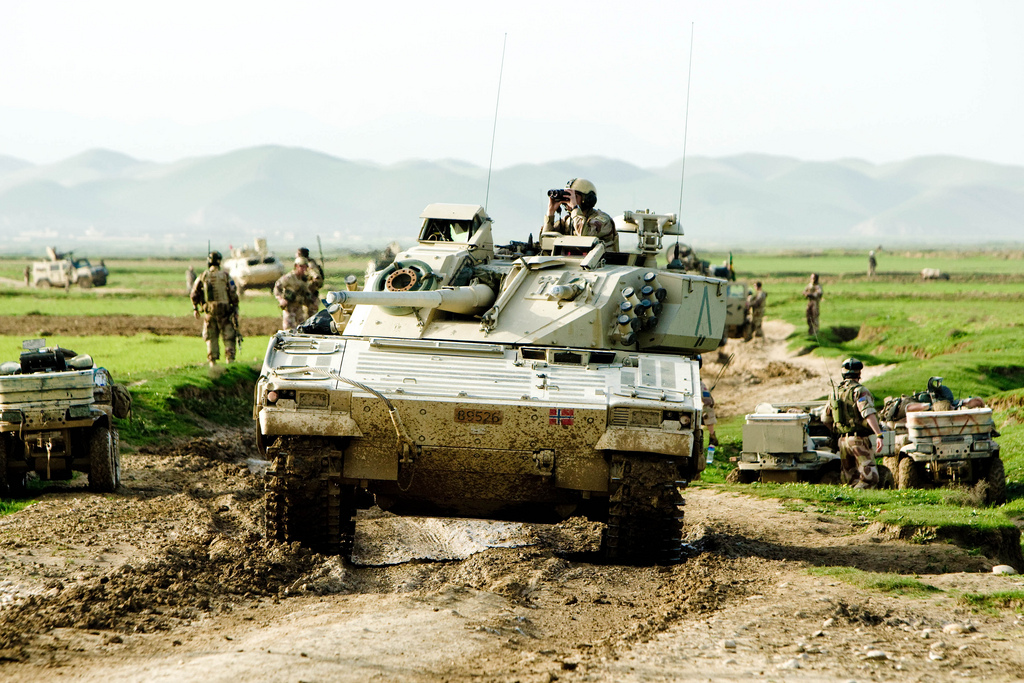
Un véhicule de reconnaissance blindé CV90 de l’armée norvégienne en patrouille en Afghanistan en 2010.

La reconnaissance blindée est la combinaison de la reconnaissance militaire et du combat armé par des soldats, à l’aide de chars et de véhicules de reconnaissance blindés sur roues ou sur chenilles. Si la mission de reconnaissance vise à recueillir des renseignements sur l’ennemi à l’aide de véhicule de reconnaissance, la reconnaissance blindée ajoute la capacité de combattre à des fins de renseignement et d’influencer l’ennemi par l’exécution de tâches blindées traditionnelles. Par exemple, la reconnaissance en force vise à entrer en contact avec l'ennemi afin de le forcer à réagir et, ainsi, à dévoiler sa position et la composition de sa force.

## Unités de reconnaissance blindée

Symbole de la reconnaissance blindée dans les accords de normalisation APP-6A de l'OTAN.

[Quand ?]

### Australie
Dans l’armée australienne, le principal véhicule de reconnaissance est le véhicule éclaireur blindé ASLAV (en), la version australienne du LAV-25. Les régiments de l’Army Reserve se servent du véhicule de patrouille de cavalerie légère, aussi appelé Regional Force Surveillance Vehicle, qui est une variante du Land Rover Perentie (en).
- Régiments blindés de reconnaissance de l’armée australienne
  - Réguliers

1. Australian 2nd Cavalry Regiment (en)
2. 2nd/14th Light Horse Regiment (en) (Infanterie montée du Queensland)

- - Réserve

1. 1st/15th Royal New South Wales Lancers (en)
2. 3rd/9th South Australia Mounted Rifles
3. 4th/19th Prince of Wales's Light Horse (en)
4. 10th Light Horse Regiment

### Belgique
L’armée belge possède deux régiments blindés de reconnaissance :
1. Régiment Carabiniers Prince Baudouin - Grenadiers
2. Bataillon de chasseurs à cheval

### Canada

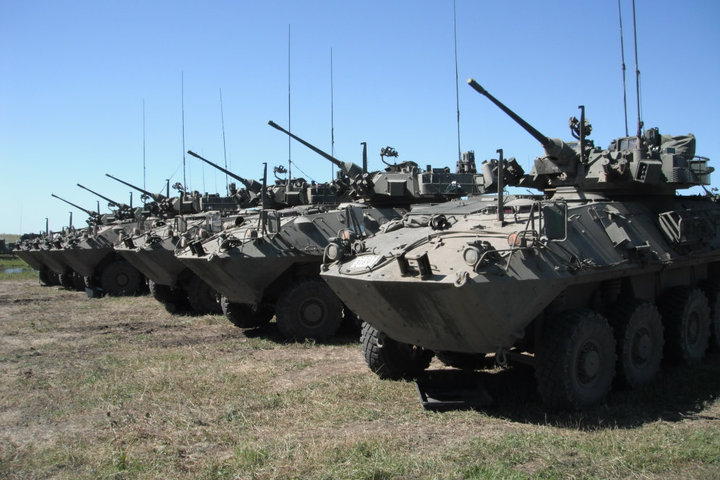
Coyotes du 12e Régiment blindé du Canada

Le corps blindé royal canadien est composé en 2020 à 30 % des chars et à 70 % de reconnaissance blindée.
Au sein de l’Armée canadienne, les régiments blindés comprennent des véhicules blindés de reconnaissance tout en effectuant des tâches blindées plus traditionnelles telles que la prise, la pénétration et l’exploitation telle le AVGP Cougar en service de 1977 à 2005 remplacé à partir de 1996 par le Coyote. Il n’y a plus de régiment blindé de reconnaissance au Canada depuis 1988. Cependant, bien que la Force régulière ne compte actuellement aucun régiment blindé de reconnaissance, chaque régiment blindé régulier comprend un escadron de reconnaissance blindée. Le Lord Strathcona's Horse (Royal Canadians) est un régiment de chars lourds composé de deux escadrons de chars et un escadron de véhicules blindés, alors que les Royal Canadian Dragoons et le 12e Régiment blindé du Canada sont des régiments de chars lourds blindés composés chacun de trois escadrons de véhicules blindés et d’un escadron commun de chars.
Même si les régiments de la Première réserve sont toujours désignés en tant que régiments blindés de reconnaissance, depuis l’abandon du char moyen, ils ne sont en réalité employés que dans un rôle de reconnaissance avec des véhicules légers non blindés.
Régiments de « reconnaissance blindée » de la Première réserve de l'Armée canadienne :
1. The Governor General's Horse Guards
2. The Halifax Rifles (RCAC)
3. 8th Canadian Hussars (Princess Louise's)
4. The Ontario Regiment (RCAC)
5. The Queen's York Rangers (1st American Regiment) (RCAC)
6. Sherbrooke Hussars
7. 12e Régiment blindé du Canada (Milice)
8. 1st Hussars
9. The Prince Edward Island Regiment (RCAC)
10. The Royal Canadian Hussars (Montreal)
11. The British Columbia Regiment (Duke of Connaught's Own)
12. The South Alberta Light Horse
13. The Saskatchewan Dragoons
14. The King's Own Calgary Regiment (RCAC)
15. The British Columbia Dragoons
16. The Fort Garry Horse
17. Le Régiment de Hull (RCAC)
18. The Windsor Regiment (RCAC)

### Danemark

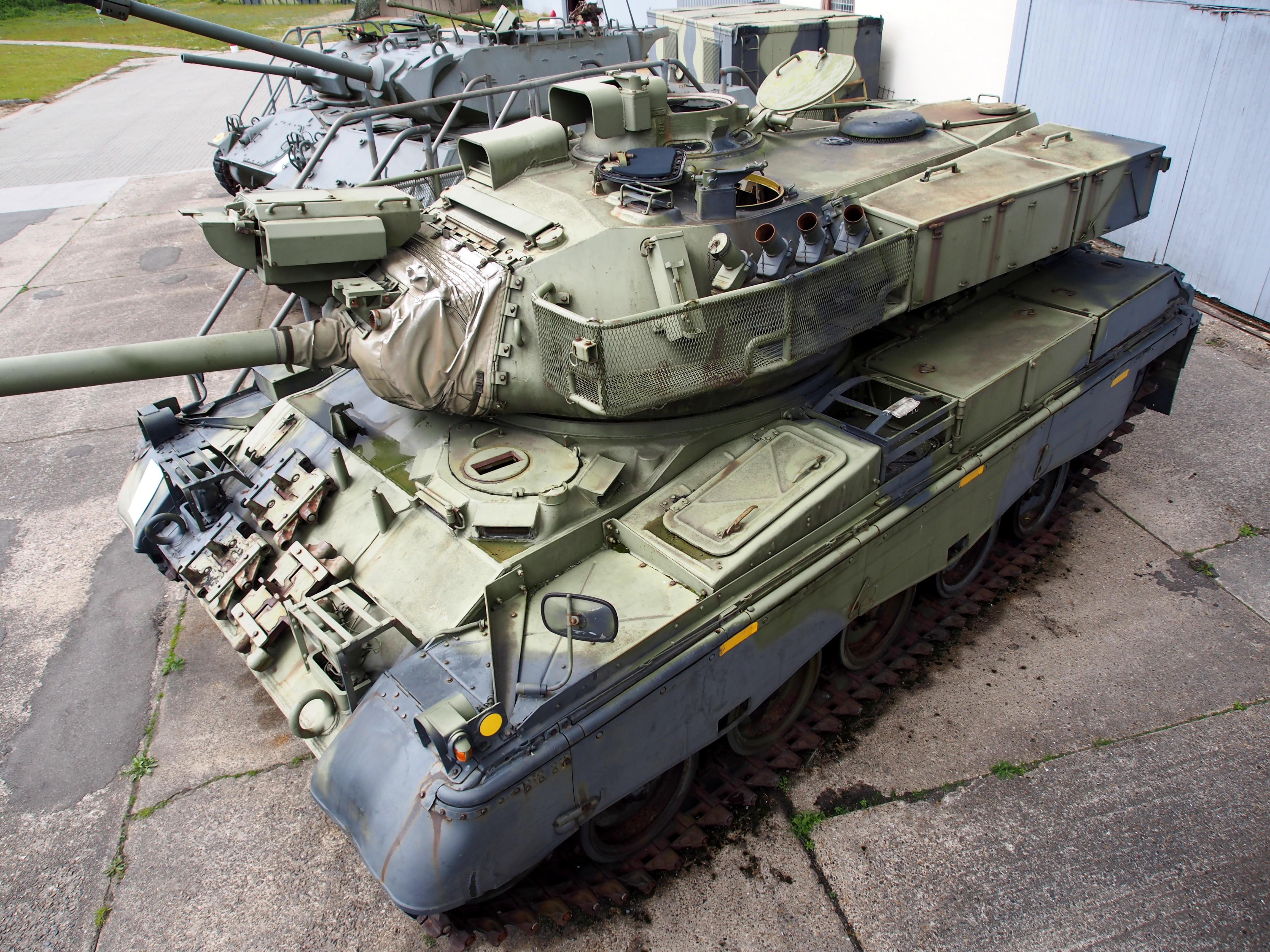
Un char léger M41 Walker Bulldog danois exposé dans un musée.

L’armée danoise ne compte qu’un bataillon blindé de reconnaissance :
1. 3e bataillon, (III/GHR) Régiment de hussards de la Garde royale danoise (Gardehusarregimentet)

Les unités de reconnaissance danoises ont été dissoutes à la fin de la guerre froide :
1. 5e bataillon, (V/JDR) dissout en 2005 (Jutlands Dragoons) Jydske Dragonregiment
2. Escadron Recce (six M/41DK1 Walker Bulldog), dissout en 2000 (Gardes Bornholm) Bornholms Værn. Sur l’ile de Bornholm.

### France

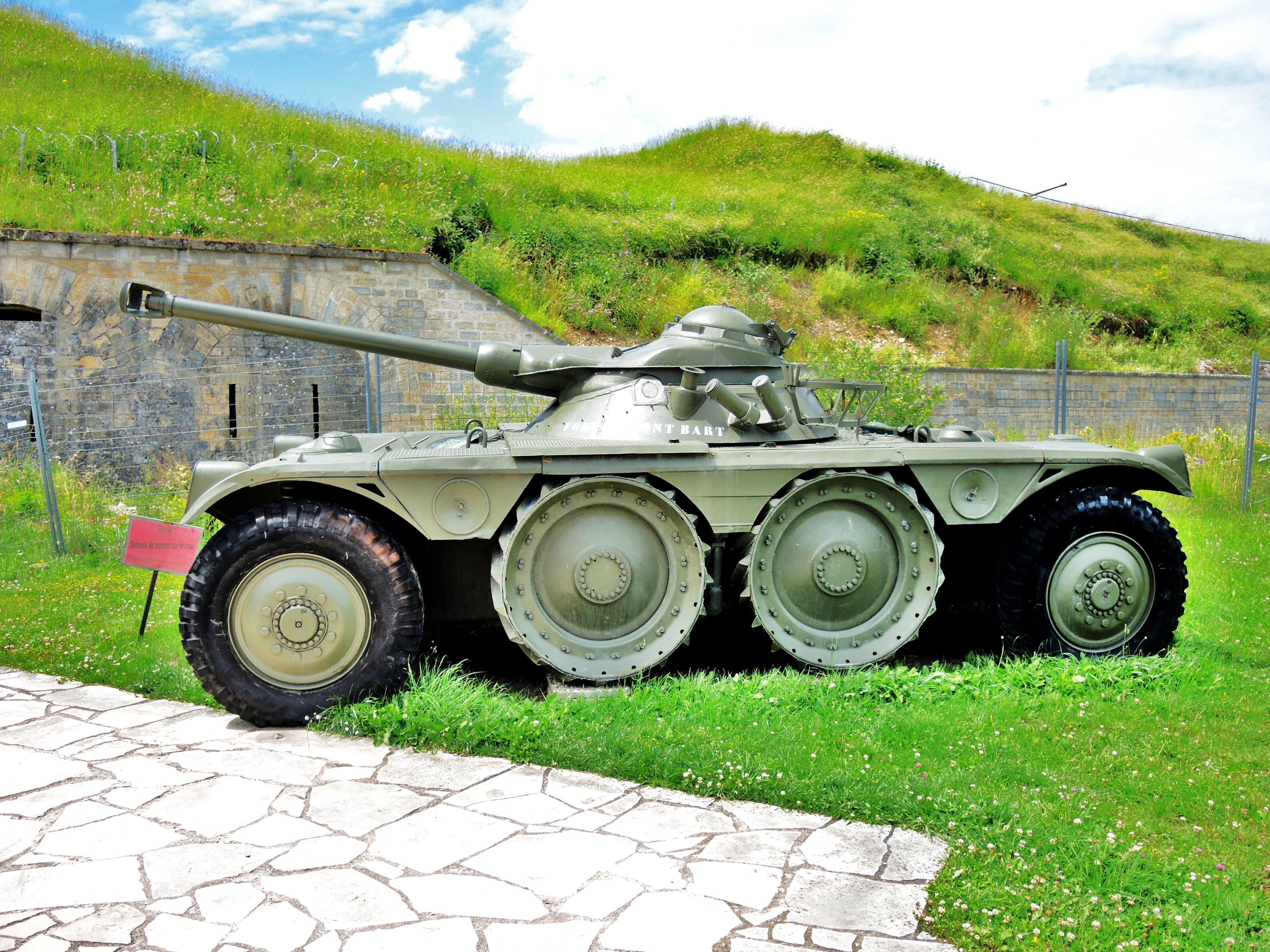
Engin blindé de reconnaissance.

L'engin blindé de reconnaissance (EBR) produit par Panhard a été en service dans l'armée française de 1951 à 1984 pour la reconnaissance blindée.

### Allemagne

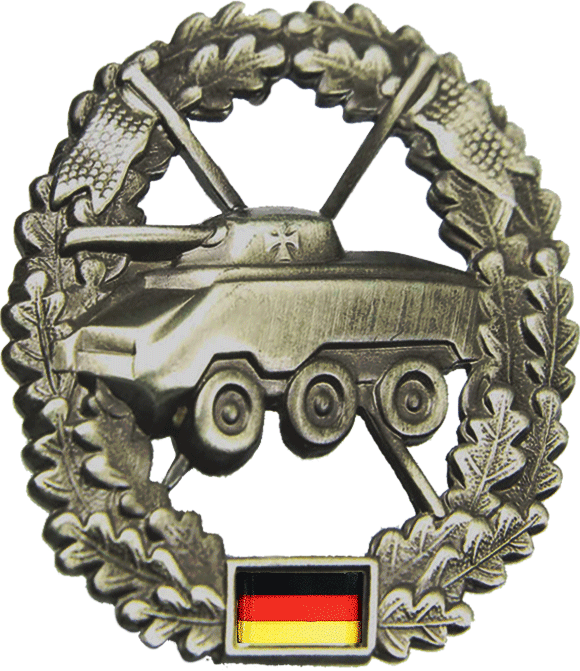
Badge de béret de l'ancien corps de reconnaissance blindée.

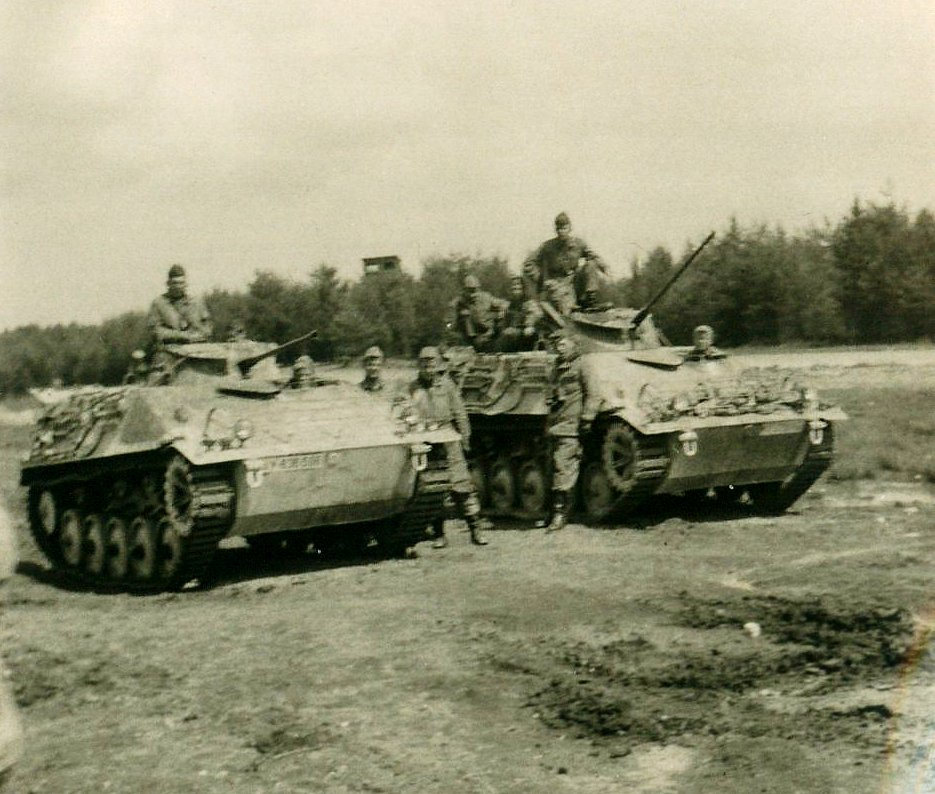
Type 11-2 Schützenpanzer en 1967. 1600 unités de cette version de reconnaissance du Hotchkiss TT 6 ont été commandées à partir de 1956 par l'Allemagne de l'Ouest durant la guerre froide.

En 2008, les unités de reconnaissance de l’armée allemande ont été restructurées. Les anciens Panzeraufklärungstruppe ("corps de reconnaissance blindé"), Fernspähtruppe  ("corps de reconnaissance à longue distance"), Feldnachrichtentruppe et drones de l’Artillerietruppe ("corps d’artillerie") ont été combinés au nouveau Heeresaufklärungstruppe ("corps de reconnaissance armé").
L’armée allemande exploite désormais cinq bataillons de reconnaissance et cinq compagnies indépendantes:
- Reconnaissance blindée
  - Aufklärungslehrkompanie 90, Munster
  - Aufklärungskompanie 210, Augustdorf
- Reconnaissance à longue distance
  - Fernspählehrkompanie 200, Pfullendorf
- Reconnaissance aéroportée
  - Luftlandeaufklärungskompanie 260, Zweibrücken
  - Luftlandeaufklärungskompanie 310, Seedorf

Bataillons de reconnaissance:
- Aufklärungslehrbataillon 3, Lüneburg
- Aufklärungsbataillon 6, Eutin
- Aufklärungsbataillon 8, Freyung
- Aufklärungsbataillon 13, Gotha
- Gebirgsaufklärungsbataillon 230, Füssen

Unités de la réserve:
- Aufklärungsbataillon 910, Gotha
- Aufklärungsbataillon 911, Füssen
- Aufklärungsbataillon 912, Lüneburg

Chaque bataillon (sauf l’Aufklärungslehrbataillon 3) est composé de quatre compagnies:
1. Compagnie QG et soutien
La première compagnie fournit au bataillon les services de communication, d’entretien et de transport.
2. Compagnie de reconnaissance blindée
La compagnie de reconnaissance blindée exploite tous les véhicules Fennek du bataillon. Ils sont organisés en six pelotons de quatre véhicules. Deux Fennek constituent une  escouade d’éclaireurs (Spähtrupp).
3. Compagnie de reconnaissance légère
La compagnie de reconnaissance légère comprend trois pelotons HUMINT (Feldnachrichtenzüge) et un peloton d’éclaireurs comptant six Dingo.
4. Compagnie de drones
La quatrième compagnie exploite les deux pelotons de drones avec Luna X entré en service en 2000 et Rheinmetall KZO (en) en service depuis 2005. Un peloton radar doté de huit Dingo et du nouveau système radar BÜR complète cette compagnie.

### Ghana
Le 1er régiment de reconnaissance blindé est le détachement blindé le plus ancien de l'armée ghanéenne. Il a été commissionné en 1957, à l'occasion de l'indépendance du pays, et il compte alors deux escadrons. Le régiment a participé avec brio à différentes missions de maintien de la paix en Afrique. En 2015, il correspond à un escadron blindé dépendant du Commandement Nord et dispose entre autres de 3 blindés EE-9 Cascavel et 24 Ratel 90.
En 2020 un second régiment a été mis sur pied et un troisième planifié :
- 153e régiment de reconnaissance blindé (153 Recce Regiment) d'Accra pour le commandement Sud (Southern Command);
- 154e régiment de reconnaissance blindé (154 Armoured Reconnaissance Regiment) est mis sur pied en 2020 a Sunyani pour le commandement Centre nouvellement créé depuis le second escadron de reconnaissance blindé indépendant (2 Independent Armoured Reconnaissance Squadron) administré auparavant par le 153e régiment de reconnaissance[4].
- 155e régiment de reconnaissance blindé planifié en 2021 à Tamale pour le commandement Nord[5].

### Kenya
L’armée du Kenya est dotée d’un seul bataillon de reconnaissance blindé, équipé principalement de véhicules blindés Panhard AML-90.
1. 76 ARB (armoured reconnaissance battalion)